# Астероид
Астероиди или планетоиди су камена или метална небеска тела пречника већег од 1 метар, који самостално или у групи сличних тела обилазе око Сунца. Већина планетоида обилази Сунце у главном планетоидном појасу (астероидни појас) између Марса и Јупитера, део прилази Сунцу ближе од Марса (Амори) и Земље (Аполони) и називају се Земљи блиски астероиди, део се креће на путањи Јупитера или других планета (Тројанци). У поређењу с планетама много су мањи и најчешће неправилног облика. Настали су од остатака протопланетарне материје која се није припојила планетима за време стварања система из протопланетарног диска. Најчешће круже око матичне звезде властитом путањом или као природни сателити (месеци) већих планета. Неки од њих се налазе везани гравитацијским силама уз планете, у групама које орбитирају у путањи планета, испред или иза. Иако се донедавно мислило друкчије, откривено је да астероиди могу имати властите месеце када је у орбити око астероида 243 Ида пронађен сателит назван Дактил. До сада их је откривено близу 80.000, а око 11.000 их је добило службена имена - редни број и име. Процењује се да би их у нашем систему могло бити неколико милиона.
Према спектралној анализи рефлектоване светлости планетоиди се могу поделити на угљеникове (C), којих има око 75% и садрже тамна угљеникова једињења, металне (M), којих има око 8%, и силикатне (S), којих има око 17%. Телескопом се не може ни највећи планетоид видети, па им се пречници мере посредно, приликом окултација звезда или из сјаја уз процењени албедо. Помоћу свемирских летелица снимљени су 433 Ерос, 951 Гаспра, 243 Ида, 25143 Ајтокава, 253 Матилда и други. Транс-нептунски објекти или небеска тела која су даља од Нептуна обично се не сматрају планетоидима.
Према томе, астероиди или планетоиди су хладна небеска тела која пребивају претежно у подручју од 2,2 до 3,5 АЈ. Изван тог астероидног појаса или прстена налази се само неколико постотака астероида. Кретање планетоида је без изузетака директно. Издуженост стаза и нагиб према еклиптици већи су него код планета. Просечан нумерички ексцентрицитет износи 0,15, а знатна већина планетоида нема ексцентрицитет већи од 0,3. Крајња вредност је 0,88. У правилу већег ексцентрицитете стаза имају планетоиди мањих маса. Просечна инклинација стаза мања је од 10°, а за већину планетоида мања од 16°. То значи да стазе планетоида нису тако близо равни еклиптике као стазе планета, али нису ни јако расуте, посебно ако се узме у обзир да се стазе планетоида лакше мењају. Велике планете су у стању да их знатно поремете. Планетоиди су небеска тела мања од 1.000 километара. Петнаестак их има у пречнику више од 250 km.

## Мала тела Сунчевог система
Мала тела Сунчевог система су астероиди (планетоиди), комете, метеорити и метеори, те ситна раздробљена материја која плута међупланетарним простором. Међу природним (планетским) сателитима има и тела која по физичким својствима припадају реду малих тела. Занимање за астероиде обновљено је недавно. Сазнале су се нове чињенице о њиховом физичком стању и наслућене су непосредне везе с осталим малим небеским телима. Знатан напор је уложен на повезивању комета с астероидима, астероида с метеорима, метеора с метеоритима. Успоредна хемијско - минералошка испитивања метеорита и астеорида, једних у лабораторији, других на раздаљини уз помоћ оптичких метода, довела су до непобитног закључка да су метеорити повезани с астероидима. Метеорити су директни остаци појединих астероида. Истовремено, метеорити немају ништа физички заједничко с метеорским ројевима. Метеоре и метеорите потребно је пажљиво раздвојити, не обазирући се на језичку сличност и сличност појаве на делу пута кроз атмосферу. Утврђено је да од комета настају потоци метеора; потоци прате постојеће комете или се налазе на путањама ишчезлих комета. Не зна се за иједан такав метеор који је успешно прошао кроз атмосферу. Према томе, астероиди или планетоиди су повезани с метеоритима, а кометЕ с метеорима. О вези астероида и комета спекулише се на нивоу космогонијских теорија или теорија о постанку Сунчевог система.

## Дефиниција
Још увек не постоји тачна дефиниција астероида. Стручњаци се разилазе у мишљењима како да на одговарајући начин класификују астероиде према маси, величини, саставу и положају у планетарном систему. Предлог је да се астероидима називају тела већа од 50 метара у пречнику, мања од планета и каменог или металног састава. Још мања тела, која се потпуно распадну и изгоре при уласку у Земљину атмосферу спадала би у категорију метеороида, док би се астероидима називала она која при удару у Земљу могу допрети до земљине површине. Око Сунца обилази безброј камених громада чија се величина креће од неколико метара па до 1000 km. Када се гледају телескопом, личе на ситне звезде, и зато су их астрономи назвали астероиди („звездолики“).
Назив планетоид (попут планета) или мали планет тим телима најбоље одговара јер се око Сунца крећу самостално попут планета, мали су, а и стазе им се много не разликују од планетских. Назив астероид (попут звезда) дао им је рано, почетком 19. века Вилхелм Хершел, због њихове појаве - помоћу телескопа се лако могу заменити са звезде - али и због тога што је сматрао да су у сродству с кометима, да настају од њих и да су стигли из звезданих даљина.

## Историја открића
Планетоиди престављају занимљиву врсту небеских тела и због бројности и због свог посебног смештаја у процепу између Марсове и Јупитерове стазе. Стазе те две планете толико су одвојене да је већ Јохан Кеплер 1596. у књизи Тајне космографије, спекулисао о небеском телу које се у том простору креће. Године 1772. нађено је математичко правило које до данас није физички поткрепљено, а којим се веома добро одређују удаљености планета. Јохан Даниел Титиус и Јохан Елерт Боде пронашли су једноставну законитост према којој се могу рачунати удаљености планета од Сунца. Премда Титиус-Бодеово правило није поуздано физички растумачено, а такође не даје добре резултате за далеке планете, ипак је наговестило да се између путања Марса и Јупитера треба налазити неки планет. Ово правило предвиђа постојање планета на удаљености 2,8 АЈ од Сунца. Правило је дато изразом:
{\displaystyle a=0.4+0.15\cdot 2^{n-1}}
гдје је: n - редни број планета, a - удаљеност n-тог планета до Сунца у астрономским јединицама (АЈ). Први члан низа знатно одступа од удаљености коју има Меркур, не узме ли се n = - ∞, што дакако, није у аритметском низу с осталим експонентима. То магично правило добро је предсказало удаљеност Урана, који је открио Вилхелм Хершел 1781. Касније се увидело да је осма планета, Нептун, прекобројна. Упркос томе једнакост јасно показује да између Марса и Јупитера има места за још једну планету.
Године 1800. у потрагу за „недостајућом“ планетом покренуло је 12 немачких астронома. Потрага је дала резултат у ноћи од 31. децембра 1800. на 1. јануар 1801. када их је предухитрио Италијан Ђузепе Пјаци који је у Палерму, током рутинског претраживања неба открио тело Сунчевог система које је названо Церес (женско име Церера). Исте је године знаменити немачки математичар Карл Фридрих Гаус прорачунао елементе стазе овог тела и показао да би се могло радити о „недостајућој“ планети. Астрономе је збуњивала величина Цереса (само 940 km у пречнику), јер су очекивали много веће тело. Међутим, већ након две године Олберс је открио Палас (женско име Палада), који се креће сличном стазом којом и Церес. До 1807. године су откривени Јуно и Веста, два небеска тела малог сјаја и величине, која се добро уклапају у редослед планета. Убрзо се показало да је Сунчев систем препун малих планета које данас зовемо планетоиди или астероиди.
Колико је тиме Титиус-Бодеово правило задовољено, толико је и доведено у питање. Откуда две планете на месту једне? Олберс је стога поставио хипотезу катастрофе прародитељског тела, неке замишљене планете Фајетона. Одломци те планете мора да лутају стазама које се приближавају и секу. На ту хипотезу га је подстакнуло управо то својство стаза Цереса и Паласа да се јако зближавају у две дијаметрално супротне тачке. У једном од подручја зближавања нашао је Карл Лудвиг Хардинг 1. септембара 1804. треће тело, 3. јуно (женско име Јунона). Олберс је 29. марта 1807. открио и четврто тело (4 Веста). Открића осталих планетоида настављена су тек 1845. Иако планетоида има много више, у више различитих група, Олберсова је хипотеза о настанку малих планета је условила начин гледања на природу малих планета.
Међу откривачима планетоида било је и доста аматера. До краја 19. века било је познато неколико стотина планетоида. Фотографске методе откривања развиле су се после 1900. године. Ако стаза није довољно тачно одређена, планетоид се после открића може загубити и поново открити. То се догађа и упркос помоћи рачунарске технике. Кретању помаже промјењивост планетоидних стаза. Данас планетоиде изучава двадесетак опсерваторија. Уписано је и именовано више од 2.300 планетоида и одређене су им стазе.
Истраживање планетоида, а и осталих тела Сунчевог система, било је у првој половини 19. века занемарено на рачун астрофизичких испитивања. Истраживање физичких особина планетоида захуктало се после 1970, када су откривени планетоиди врло малих и необичних стаза; оних који стижу у близину Сунца и Земље и међу којима се налазе родитељска тела метеорита. Узнапредовала лабораторијска испитивања метеорита омогућила су са своје стране дубљи увид у физички развој малих тела Сунчевог система, у њихово доба и еволуцијске везе. Мале димензије планетоида отежавају испитивање њиховог физичког стања. Само малобројним планетоидима види се угаоне димензије. Од 1970. уведена су боља инструментална помагала, као оптичко - електронски појачивачи слика, те нови поступци оптичке интерферометрије. Од класичних метода примењује се мерење моћи одраза, вишебојна фотометрија, мерења поларизације светлости, радиометрија (поређење сјаја у видљивом и инфрацрвеном подручју) и метода окултација. Истовременим посматрањима окултација неке звезде, из више опсерваторија на Земљи, једноставно се одређује облик и величина небеског тела које је звезду заклонило. Тим су путем врло тачно одређене димензије неколицине планетоида.
Највећи број планетоида добио је женска имена, најпре из митологије, затим обична властита женска имена, па имена научника у женском роду, разних назива, омиљених јела, литерарних јунака, те имена градова, држава, савремених или митолошких личности, без обзира на то да ли су изворни облици у мушком или женском роду. Тако се међу њима налазе Ана, Марија, Бредихина, Владилена (кованица по Лењину), Филозофија, Геометрија, Папагена, Гагарина, Хермес, Сизиф, Кецалкоатл. Поводом отварања Звездарнице Хрватскога природословног друштва у Загребу дат је једном астероиду и назив 589 Хрватска. У Пули је у 19. веку откривено двадесетак планетоида, међу којима су 143 Адрија, 183 Истра и други.

## Физичка својства
Укупна маса астероида се данас процјењује на 1022 кг (око 1000 пута мање од масе Земље или 10 део Месечеве масе, што би било довољно да се изгради једно небеско тело пречника 1.500 километара), од чега око 10% отпада само на Церес. До сада је пронађено 238 астероида већих од 100 km и верује се да су то сви, док се за мање астероиде верује да их је откривен тек мали постотак. Процена је да постоји око милијарду тела већих од 1 km. Астероиди се око Сунца крећу у истом смеру као и планете. Просечне инклинације (нагиб у односу на еклиптику) су мање од 16°. Астероиди немају атмосфере. Већина астероида је удаљена од Сунца између 1,7 и 4 АЈ у подручју названом астероидни појас. Већина астероида у астероидном појасу имају ексцентрицитет од 0,1 до 0,2. У самом астероидном појасу постоји подручје највеће густине путања астероида (између 2,2 и 3,3 АЈ) - главни појас.
Астероиди ротирају, а како су неправилног облика, то доводи до промене њиховог сјаја и привидне величине. На темељу мерења периода промене може се одредити и период ротације. Како су астероиди малих димензија, облик им се не може уочити ни највећим телескопима. Међутим, посматрањем окултација (замрачивања, сакривања) звезда, астероидима се могу одредити облик и димензије. По димензијама је јединствен астероид 1620 Географос који је штапићастог облика. Неки од њих узајамно су везани својим гравитацијским пољем и заједно се крећу око Сунца. Пример је један од Тројанаца: 624 Хектор.
Како линеарне димензије планетоида падају, тако им број расте. Судари међу планетоидима воде сталном дробљењу, па тако настају све мања тела и ситан међупланетарни прах. Релативне брзине планетоида крећу се од 5 , што је довољно да при сразу дође до катастрофалних последица. Већина планетоида су неправилног облика. Има их овалних, а неки су можда и сферни, за што нема директних доказа. Неки су планетоиди, чини се, двоструки, а имају и природне сателите. Планетоид 532 Херкулина, пречника око 220 km, на размаку од 1.000 km праћен је телом пречника 45 km. Нема начелне препреке да се планетоиди крећу у групама међусобно повезаним гравитацијом, па су чланови групе само условно „сателити“.
Планетоиди се окрећу, а период ротације износи од 2.5 до 85 сати, у просеку 8 сати. Површина планетоида је чврста. И код највећих планетоида материја је у чврстом стању од површине до средишта. Атмосферу немају, што је одлучна разлика у односу на комете. Унутрашњост једног великог планетоида састоји се од металне (гвозденог) језгра и стеновитог (силикатног) плашта, око којега је обавијена кора с много угљеника. Мали планетоид диобени је остатак већег планетоида, па се према томе може састојати од сваког тог материјала посебно. Планетоиди генерално имају врло низак албедо. Према одразној моћи површине и према саставу истичу се 3 групе. Прва укључује веома тамна тела, с албедом од 0,01 до 0,06; површина им је као код најцрњег угља. То су Ц - планетоиди или угљеникови. Међу њих улази и Церес, а такође и 75% свих планетоида. Друга и трећа група, камени или С - планетоиди (15%) и метални или М - планетоиди (10%), имају албедо од 0,08 до 0,40. Површина им се састоји од шупљикавог и прашног материјала, реголита. Велика разноликост, у хемијском и минералном саставу, последица је различите судбине појединих примерака. Планетоиди су родитељска тела метеоритима. Метеорити потичу од раздробљеног материјала оних планетоида који се крећу у близини Земљине стазе.
|  | 100          | 300       | 500       | 1       | 3       | 5      | 10 km    | 30    | 50 km | 100 | 200 | 300 | 500 | 900 |
|  | ~ 25 000 000 | 4 000 000 | 2 000 000 | 750 000 | 200 000 | 90 000 | 10 000 | 1 100 | 600 | 200 | 30  | 5   | 3   | 1   |

## Груписање астероида
Уобичајено је да се астероиди групишу према орбиталним карактеристикама и према фотометријским и спектроскопским својствима, која указују на разлике у структури. Стазе планетоида су због различитих инклинација и ексцентрицитета врло разбацане, па њихов директни снимак не показује правилности. Међутим, ако се стазе среде тако да се на цртеж унесу само средње удаљености (велике полуосе стаза a, ili сидерички период опхода P, или средње дневно кретање n), тада се планетоидни прстен раслојава у подсистеме - у отприлике 7 прстена. Тако формиране стазе називају се средњим стазама. Средње дневно кретање одређено је као:
{\displaystyle n({\frac {''}{dan}}\,)=\,{\frac {3548}{P(god.)}}\,=\,{\frac {3548}{({\frac {a}{AJ}})^{3/2}}}\!}
То је у ствари угаона брзина ω = 2 π / P, изражена бројем угаоних секунди које тело превали у просеку у једном дану.
Стазе планетоида зависе од начина на који су планетоиди настали и од сталних поремећења. Чим се стаза планетоида мало поремети, било блиским сусретом или директним сударом с другим планетоидом, гравитацијски се утицај планета одмах изражава па долази до снажног поремећења, које делује све док планетоид не уђе у подручје где је поремећење слабије. Стога планете одлучујуће утичу на размештај планетоида, те они нека подручја избегавају, а у некима се гомилају. Долази до резонанција. Утицај Јупитера је одлучујући, затим следи утицај Марса и других планета. За резонанције важан је однос између периода обиласка планетоида P и периода обиласка планета . Оне стазе за које је однос између тих периода пропорционалан имају то својство да је поремећење или веома јако или веома слабо.
Чистине у средњим кретањима планетоида уочио је Данијел Крквуд 1866. Чистине одговарају односима периода планетоида и Јупитера:
{\displaystyle {\frac {P}{P_{P}}}\,=\,{\frac {1}{2}}\,,\,{\frac {1}{3}}\,,\,{\frac {1}{4}}\,,\,{\frac {2}{5}}\,,\,{\frac {2}{7}}\,,\,{\frac {3}{5}}\,,\,{\frac {3}{7}}\,,\,{\frac {5}{11}}\,}
те односу периода планетоида и Марса једнаком 2 : 1. За неке пак односе периода планетоида и Јупитера стазе су веома стабилне, па се ту они баш окупљају. То су резонантни планетоиди. За њих вреди:
{\displaystyle {\frac {P}{P_{P}}}\,=\,{\frac {2}{3}}\,,\,{\frac {3}{4}}\,,\,{\frac {1}{1}}\,}
Прва група од неколико планетоида предвођена је Хилдом. Стазе тих тела стабилне су иако се због великог ексцентрицитета пружају близу Јупитерове стазе, али се због згодног односа у броју обилазака (комензурабилности периода) никада истовремено, на блиском делу стаза, не нађу Јупитер и планетоиди. Зато их Јупитер јако не поремећује. Друга група је мања (на пример 279 Тал), а трећу групу чине знаменити Тројанци.

### Орбиталне групе
Према орбиталним карактеристикама, астероиди су подељени у групе и породице. Обично се групи даје име по астероиду који је у њој први откривен.
- Кирквудове зоне
- Хирајамине породице
- Земљи блиски астероиди (енг. Near Earth Asteroid)
- Кентаури
- Тројанци
- Којперов појас

Све наведене групе чине астероиди у орбити око Сунца, мада се могу пронаћи и као планетни сателити, што се сматра вероватним јер су по саставу врло слични астероидима. Могући кандидати су: оба Марсова сателита Фобос и Дејмос, Јупитерови неправилни сателити, Сатурнов најудаљенији сателит Феба и други Сатурнови неправилни сателити.

### Спектрална класификација
У почетку су астероиди били подељени у три групе према саставу површинског материјала, односно својствима површине: боји, албеду (коефицијенту рефлексије) и спектралном типу. Број група у овој подели расте с открићима нових астероида и тренутно их има 14.
Прве три групе су:
- С-тип: силикатни астероиди, сачињавају 17% свих откривених астероида
- Ц-тип: карбонски (угљенични) астероиди, сачињавају 75% свих откривених астероида
- М-тип: метални астероиди, сачињавају 8% свих откривених астероида

Остале групе, према спектралној класификацији:
- Астероиди А-типа
- Астероиди Б-типа
- Астероиди Д-типа
- Астероиди Е-типа
- Астероиди Ф-типа
- Астероиди Г-типа
- Астероиди П-типа
- Астероиди Q-типа
- Астероиди Р-типа
- Астероиди Т-типа
- Астероиди В-типа

### Тројанци
Занимљива група планетоида дели путању с Јупитером, стаза им се налази у резонанцији 1 : 1 с Јупитеровом стазом. Тројанци чине историјски први установљени пример стабилних резонантних путања, а смештени су у Лагранжовим тачкама  и . Први од Тројанаца, 588 Ахил, откривен је 1904. То су прилично крупни планетоиди; њих десетак веће је од 100 km. Укупно их има више стотина; већи их се број налази у водећој точки, а мањи на зачељу. Планетоиди носе имена хероја, учесника Тројанског рата; отуда потиче њихово групно име. Они који су испред Јупитера носе имена Грка (уз Ахилеја још Одисеј, Агамемнон, Хектор, Диомед, Ајакс, Нестор), а они који су за Јупитером носе имена Малоазијаца, бранитеља Троје (Патрокло, Енеја, Пријам, Анхис, Троил). Зато се и разликују као „Грци“ и „Тројанци“. Сви Тројанци не могу се сместити у исту тачку. Уосталом, они периодично осцилују око Лагранжове тачке којој припадају. Та се либрација одвија на правој положеној уздуж путање. До либрације долази на тај начин да Јупитер наизменично планетоидима одузима и додаје енергију. Када им је одузима (а планетоид се налази испред њега), димензија путање нешто се смањи заједно с периодом, па планетоид убрза испред Јупитера; када се енергија додаје, планетоид се успори и приближи Јупитеру. Због тога се међусобни однос Тројанаца у свакој групи непрестано мења. Путања којом се крећу по стази дужа је него шира, јер се тела убрзавају релативно према Јупитеру све док нису тачно на његовој стази. Није искључено да при већим либрацијама планетоид напусти групу, али у групу може бити захваћен и пролазни планетоид. Претпоставља се да се Тројанци снабдевају планетоидима из подручја између Јупитера и Сатурна.

### Хидалго и Хирон
Планетоид Хидалго дуго је био познат као најдаљи. Откривен је 1920. Велика полуоса стазе је 5,8 АЈ, ексцентрицитет је знатан, 0,66, а инклинација је велика, од 42° до 43°. Период његове револуције од 13,7 година дужи је од Јупитерове године. Због издужености стазе у перихелу приђе Сунцу на 1,9 АЈ, а у афелу удаљи се на 9,7 АЈ. Због великог нагиба стаза Хидалга остаје свуда веома далеко од Сатурнове стазе, никада јој се не приближи на удаљеност мању од 5,7 АЈ.
Рекорд највеће стазе изгубио је 1977. када је откривен Хирон. Он мора имати пречник између 200 до 400 km, јер се само велика тела могу видети тако далеко. Због ексцентрицитета од 0,379 од Сунца се удаљи на 18,9 АЈ, а приближи на 8,5 АЈ. Велика полуоса стазе износи 13,7 АЈ, а период опхода 50,7 година. Нагиб стазе је мали, свега 7°.

### Породице планетоида
Међу планетоидима могу се издвојити они који су настали од истог родитељског материјала; они чине породицу (Кијоцугу Хирајама, 1918—1919). На заједничко исходиште чланова породице указују елементи стаза исправљени за вековна поремећења, а и физичка својства тела. Почетне стазе чланова породице морају се укрштавати на месту где се догодио распад родитељског тела. Препознавању „рођака“ помаже чињеница да се ексцентрицитет и инклинација стазе с временом мало мењају, те елементе планетоиди „тешко заборављају“. Данас је познато више десетака породица. У великом броју породица један је планетоид много крупнији од осталих и с масом од 10 до 1 000 пута већом. Старост породица процењује се на милион и више година. Породица настаје приликом нееластичног судара два тела. Продукти дробљења не добивају велике релативне брзине па се не могу даљим сударима међусобно дробити. Мали одломак радије ће се вратити и забити у површинске слојеве већег одломка. У току времена чланови се распршују уздуж стазе, а многи напуштају породицу. Постојање породица сведочи да се орбите планетоида не мењају само због поремећења, већ и сударима. 

### Планетоиди који залазе унутар Марсове путање
Нађено је неколико десетака планетоида који или због мале средње удаљености, или због великог ексцентрицитета, прилазе Сунцу много ближе него Марс. Препознате су 3 истакнуте групе. У групу Амора улазе они којима се перихел налази у распону од 1,017 АЈ до 1,310 АЈ. У групу Аполона улазе они којима је перихел Сунцу ближи од 1,017 АЈ. Планете из обе групе имају просечну удаљеност већу од 1 АЈ. У трећој групи, прозваној по планетоиду Атен, за сада су нађена 4 планетоида којима је средња удаљеност од Сунца мања од 1 АЈ.
Амор и Аполон откривени су 1932. Као први из групе Амора, и најпознатији, откривен је 1898. Ерос. Више разлога чини га интересантним. Земљи може прићи на даљину од 23.300.000 km. Велике се опозиције понављају сваких 37 и 44 година. У прошлом веку су биле 1931. и 1975. Може се видети и мањим телескопом. Сјај му се због вртње мења у периоду од 5 сати и 16 минута. Мере су му 13 km x 15 km x 36 km. Пре радарског раздобља служио је за одређивање величине астрономске јединице, јер његова дневна паралакса достиже 60", што је више и од Марсове и од Венерине паралаксе. Аполон улази унутар Венерине стазе. У Аполоне (групу Аполона) спадају још Адонис откривен 1932, Хермес откривен 1937. и Икар откривен 1939. Хермес се приближава Земљи до на 580.000 km; тада у једној ноћи превали половину неба. Икар је планетоид који се више од свих других приближава Сунцу јер му је перихел на 0,186 АЈ = 28 милиона km; зађе чак унутар Меркурове стазе. Ексцентрицитет његове стазе износи 0,83. У перихелу загреје се на 1.000 K. Веома је мали, од 1 до 1,5 km. Земљи не приђе ближе од 6 до 7 милиона km. Путања му је веома добро испитана. Престављао би добру базу за свемирску експедицију која би уз његову помоћ пропутовала кроз разне пределе Сунчевог система. У афелу се удаљава нешто преко Марсове стазе.
Група планетоида Атен припада Земљи слично томе како Тројанци припадају Јупитеру. Стазе су им практично кружне. Већина планетоида који Сунцу прилазе ближе од стазе Марса има ексцентрицитет већи од просечног. Они су планетоидни појас напустили релативно недавно. Данашњи је појас остатак облака тела који је прожимао читав Сунчев систем и о којем непобитно сведоче кратери утиснути у телима планета. Планетоидни појас преставља „оставу“, у којој су планетоиди најмање поремећени. Они пак планетоиди који се делом или у целини крећу унутар Марсове стазе имају већа поремећења, те не могу овдје дуже опстати, па међу њима треба тражити тела чији одломци стигну до Земље као метеорити. У неколико случајева праћен је пад метеорита (Прибрам, Чешка, 1959.; Лост Сити, Калифирнија, САД, 1970.; Ајнисфри, Алберта Канада, 1977), па је установљено да су метеорити стигли из подручја стаза смештених унутар Марсове путање.

## Истраживање
Током 1991. године летјелица Галилео је, на свом путу према Јупитеру, успела по први пут да сними са 16.000 km удаљености један астероид - 951 Гаспра. Били су то први снимци на којима се виде површински детаљи. Тако је на астероиду Гаспра (димензија 20 × 12 × 11 ) уочено више од 600 кратера. Највећи је имао пречник 1,5 km. Детектовано је и магнетско поље, знак да Гаспра има метално језгро. У августу 1993, Галилео је прошао покрај астероида Ида, димензија 58 × 43 , у чијој је близини откривен 1,6 × 1,2  велик сателит Дактил. Различитог је састава из чега се изводи закључак да је настао након судара који је створио њихову породицу астероида (породица Коронис).
NEAR (Near-Earth Asteroid Mission - мисија на NEA астероид) мисија започела је 1996. године са задатком да обиђе неке Земљи блиски астероиди|Земљи блиске астероиде. Прошла је поред астероида Матилда у јуну 1997. У јануару 1999 је пропао први покушај уласка у орбиту око астероида 433 Ерос, да би други покушај, након око годину дана, успео. Почетком 2001 се летилица успела спустити на Ерос. Слаба гравитација дозвољава и поновно подизање летилице, уколико за тиме буде интереса у агенцији NASA.
Свемирска летилица Касини—Хајгенс је на путу према Сатурну из велике даљине снимила астероид 2685 Мазурскиј, a Стардуст је, на свом путу према комети Вајлд 2, 2. новембра 2002. снимила астероид 5535 Анафранк.
Летилица Хајабуса (Muses-C) је путовала према астероиду 25143 Ајтокава. Упркос потешкоћа ова летилица се успешно вратила на Земљу 13. јуна 2010. и са собон донела узорке површине астероида.